# René Godlieb
René Godlieb (1 december 1966) is een voormalige Nederlandse middellange- en langeafstandsloper. Hij nam diverse malen deel aan de wereldkampioenschappen veldlopen en had van 1994 tot ver in 2022 het Europees record in handen op de Ekiden (estafettemarathon), dat thans nog geldig is als Nederlands record.

## Biografie

### Voetballiefde
Godlieb voltooide de HAVO en de MEAO. Hij begon met voetbal. "Van m'n zesde tot m'n vijftiende heb ik gevoetbald. Ik wilde prof worden, dat was echt een droom van me. Ik deed er alles voor, ging een keer naar zo'n open dag van Ajax, waar jeugdspelers zich mogen presenteren. Maar ik viel gelijk al af en toen was het met de voetballiefde ook afgelopen." In 1982 stapte hij over naar atletiek (hardlopen). Hij woonde toen in Naarden en zat in de klas bij een broer van Jeroen Kramer, die een kampioenschap behaalde in de juniorenatletiek. "Zo is het balletje gaan rollen. Ik werd lid van Tempo in Bussum en na een verhuizing naar Huizen ging ik naar Zuidwal. Daar ben ik serieus gaan trainen, drie of vier keer per week."

### Overstap
In 1987 besloot René Godlieb over te stappen naar het Amsterdamse AAC, waar Bob Boverman trainer was. Terwijl hij bij Zuidwal, het in- en uitlopen niet meegerekend, vrijwel altijd alleen moest trainen, kwam hij bij AAC in een groep terecht. Bovendien waren er faciliteiten voor krachttraining en kon hij er gebruikmaken van een masseur.

### Titel en Europees record
In 1989 beleefde hij het hoogtepunt van zijn sportcarrière door bij de Nederlandse kampioenschappen in Hengelo het onderdeel 3000 m steeplechase te winnen in 8.49,70. Het jaar erop maakte hij zijn debuut op de WK veldlopen in Aix-les-Bains. Zijn beste klassering op dit wereldkampioenschap is een 67e plaats in 1997.
Op 23 november 1994 vertegenwoordigde René Godlieb in de Japanse stad Chiba met Greg van Hest, Simon Vroemen, Gerard Kappert en Henk Gommer Nederland op de Ekiden. Godlieb liep de slotetappe van 7,195 km en klokte voor de ploeg 2:03.12, hetgeen een nieuw Europees record betekende. De Nederlandse ploeg eindigde als vijfde achter Ethiopië (wereldrecord in 2:03.12), Japan, Groot-Brittannië en Australië. Eind 2022 werd dit Europees record verbroken door een Belgisch team, maar als Nederlands record staat het nog altijd overeind.
In 1995 schreef hij de Groet Uit Schoorl (30 km) op zijn naam in 1:37.52 en het jaar erop won hij bij de Europacup C wedstrijden in het Belgische Oordegem de 5000 m in 14.02,34.

### Triatlon
Tussen oktober 2000 en november 2008 was hij trainer van de middellange en langeafstandsatleten van de Gooise Atletiek Club (GAC) in Hilversum. Naast atleten begeleidde hij ook een aantal triatleten, waaronder Sander Berk, die zich plaatste voor de Olympische Spelen van 2008 in Peking. Sinds 2001 begon hij zich toe te leggen op de triatlon, om af te trainen. "Iets heel anders, maar ik had natuurlijk een basis van jaren." Hij debuteerde dat jaar bij de triatlon van Weesp met een mooie 2:03.14. In 2002 en 2004 was hij de snelste Weesper en was bovendien in 2002 de eerste Weesper in dertien jaar die het podium mocht bestijgen. In 2005 debuteerde hij bij de Triatlon van Almere en finishte in knappe 9 uur en 47 minuten en 12 seconden.
In het dagelijks leven is René Godlieb naast trainer werkzaam bij de gemeente Maarssen als beleidsmedewerker Planning & Control.

## Nederlandse kampioenschappen
| Onderdeel           | Jaar |
| ------------------- | ---- |
| 3000 m steeplechase | 1989 |

## Persoonlijk records
Baan
| Onderdeel           | Prestatie | Datum            | Plaats   |
| ------------------- | --------- | ---------------- | -------- |
| 1500 m              | 3.52,6    | 7 september 1988 | Papendal |
| 3000 m              | 8.02,05   | 3 augustus 1990  | Rhede    |
| 5000 m              | 13.47,79  | 10 juli 1993     | Papendal |
| 10.000 m            | 28.45,22  | 31 mei 1997      | Hengelo  |
| 3000 m steeplechase | 8.35,93   | 12 augustus 1990 | Hengelo  |

Weg
| Onderdeel      | Prestatie | Datum             | Plaats              |
| -------------- | --------- | ----------------- | ------------------- |
| 10 km          | 29.14     | 11 december 1994  | Huizen              |
| 15 km          | 45.18     | 16 november 1997  | Nijmegen            |
| 20 km          | 1:00.28   | 15 maart 1998     | Alphen aan den Rijn |
| halve marathon | 1:02.41   | 27 maart 1995     | Den Haag            |
| 30 km          | 1:37.52   | 19 februari 1995  | Schoorl             |
| marathon       | 2:24.06   | 29 september 1996 | Berlijn             |

Indoor
| Onderdeel | Prestatie | Datum            | Plaats   |
| --------- | --------- | ---------------- | -------- |
| 3000 m    | 7.56,64   | 19 februari 1994 | Den Haag |

## Palmares

### 3000 m
- 1990:  NK indoor - 8.09,42
- 1993:  NK indoor - 8.06,73
- 1994:  NK indoor - 7.56,64
- 1996: 4e NK indoor - 8.04,06

### 5000 m
- 1990: 6e NK - 14.07,73
- 1992:  NK - 14.11,86
- 1992:  Papendal Games - 14.08,14
- 1993:  Papendal Games - 13.47,79
- 1996:  Europacup C in Oordegem - 14.02,34

### 10.000 m
- 1996:  NK - 28.55,82
- 1997:  NK - 28.58,48
- 1997: 17e Adriaan Paulen Memorial - 28.45,22

### 3000 m steeple
- 1989:  NK - 8.49,70
- 1992:  NK - 8.50,69

### 10 km
- 1992: 5e Parelloop - 29.56
- 1994: 6e Parelloop - 29.11
- 1996:  Loopfestijn Voorthuizen - 29.16
- 1997: 8e Parelloop - 29.04
- 1998: 11e Parelloop - 29.59
- 1998: 8e Loopfestijn Voorthuizen - 29.36
- 2000: 9e Parelloop - 30.20
- 2000: 7e Zwitserloot Dak Run - 29.33
- 2000: 5e Stadsloop Appingedam - 30.50

### 15 km
- 1992: 7e Zevenheuvelenloop - 44.45
- 1993: 6e Zevenheuvelenloop - 44.17
- 1996: 103e Zevenheuvelenloop - 51.15
- 1997: 17e Zevenheuvelenloop - 45.18
- 1999: 26e Zevenheuvelenloop - 47.00
- 2004: 207e Zevenheuvelenloop - 54.43

### 10 Eng. mijl
- 1989: 19e European Clubs Cup in Verona - 50.15
- 1989: 25e Dam tot Damloop - 48.50
- 1992: 12e Telematica Run in Heerlen - 49.37
- 1993: 14e Telematica Run in Heerlen - 48.52
- 1993: 24e Dam tot Damloop - 48.27
- 1993: 7e FIT Ten Miles in Den Haag - 48.48
- 1994: 6e Telematica Run in Heerlen - 48.59
- 1994: 9e Dam tot Damloop - 48.10
- 1994:  Fit Ten Miles in Den Haag - 47.40
- 1996: 10e Die Nacht von Borgholzhausen - 49.43
- 1997: 19e Dam tot Damloop - 48.18
- 1998: 27e Dam tot Damloop - 49.54
- 1999: 13e Tilburg Ten Miles - 49.13
- 1999: 10e FILA Zeebodem in Lelystad - 51.04
- 2000: 27e Fit Ten Miles in Den Haag  - 52.11
- 2000: 21e Nacht von Borgholzhausen - 51.33

### halve marathon
- 1994:  NK in Wolphaartsdijk (5e overall)
- 1994: 70e WK in Oslo - 1:05.01
- 1995: 11e halve marathon van Egmond - 1:04.58
- 1995: 5e City-Pier-City Loop - 1:02.42
- 1995: 56e WK in Montbéliard/Belfort - 1:05.04
- 1996: 18e City-Pier-City Loop - 1:04.19
- 1998: 10e halve marathon van Egmond - 1:04.39
- 1999: 9e halve marathon van Egmond - 1:03.43
- 2000: >=60e City-Pier-City Loop - 1:17.22
- 2004: 94e Groet uit Schoorl Run - 1:34.10
- 2005: 42e Groet uit Schoorl Run - 1:26.03
- 2005:  Vechtloop - 1:20.02
- 2006: 20e Groet uit Schoorl Run - 1:26.37

### overige afstanden
- 1995:  Asselronde (27,5 km) - 1:23.05
- 1995:  Groet uit Schoorl Run (30 km ) - 1:37.52
- 1996: 10e 4 Mijl van Groningen - 19.01
- 2003: 56e Groet uit Schoorl Run (30 km) - 2:12.29

### veldlopen
- 1988: 23e NK in Landgraaf - 40.32
- 1989: 14e NK in Landgraaf - 40.05
- 1990:  Keien-cross (10 km) in Uden - 32.02
- 1990: 7e NK in Deurne - 39.53
- 1990: 122e WK in Aix-les-Bains - 36.39
- 1991: 188e WK in Antwerpen - 37.24
- 1992: 27e NK in Utrecht - 40.48
- 1992: 8e Duindigt-cross (10 km) in Wassenaar - 32.10
- 1992:  Sylvestercross (10 km) in Soest - 33.05,2
- 1993:  NK in Harderwijk - 36.12
- 1993:  Warandeloop (10 km) in Tilburg - 30.00
- 1994: 4e Keien-cross (10.860 m) in Uden - 34.32
- 1994: 5e NK in Wieringerwerf - 39.39
- 1994: 4e Sylvestercross - 34.30
- 1996: 6e Profile-cross (10.860) in Uden - 33.43
- 1996: 7e NK in Tilburg - 37.01
- 1996: 50e EK - 35.43
- 1997: 4e Sprintcross (11,2 km) in Breda - 34.51
- 1997:  Profilecross - 34.00
- 1997:  NK in Apeldoorn - 37.20
- 1997: 67e WK (12.600 m) in Turijn - 37.31
- 1997: 26e EK (9,3 km) in Oeiras - 28.31
- 1997: 4e Sylvestercross - 32.10
- 1998: 5e Profilecross - 33.58
- 1998: 4e NK in Asten - 37.11
- 1998: 96e WK (12 km) in Marrakech - 37.47
- 1998: 56e EK in Ferrara - 29.58
- 2003: 5e Trappenbergcross - 53.39
- 2003: 4e Warandeloop - 8.46 (2600 m)

### triatlon / duatlon
- 2001: 4e 1/8 triatlon van Nederhorst den Berg - 55.36
- 2001: 37eTriatlon van Weesp - 2:03.14 (zesde Weesper)
- 2001: 6e Duatlon van Soesterberg - 1:04.35
- 2002: 4e Duatlon van Hilversum - 1:02.04
- 2002:  Triatlon van Weesp - 1:54.37 ( Weesper)
- 2003: 11e Triatlon van Weesp - 1:57.48 ( Weesper)
- 2004: 8e Triatlon van Weesp - 1:54.05 ( Weesper)
- 2005: 52e Triatlon van Almere - 9:47.12
- 2005:  Zwemloop van Bergen op Zoom - 51.55
- 2006: 6e Triatlon van Weesp - 1:53.53
- 2006:  H40 Triatlon van Huizen - 2:06.03
- 2006: 244e Egmond-Pier-Egmond - 1:43.07